# Чарльз Корнволліс
Чарльз Корнволліс (англ. Charles Cornwallis, іноді Корнвалліс; 31 грудня 1738, Лондон — 5 жовтня 1805, Ґгазіпур, нині — штат Уттар-Прадеш, Індія) — британський державний і військовий діяч. Генерал-губернатор Індії (1786–1793). Генерал (1793). 2-й граф Корнволліс (1762), 1-й маркіз Корнволліс (1792). Старший брат адмірала Вільяма Корнуолліса.

## Ранні роки
Старший син Чарльза Корнволліса, 1-го графа Корнволлісата Елізабет Таунсенд (пом. 1 грудня 1785 року). Народився в Лондоні, хоча маєтки його сім'ї були в графстві Кент.
Корнволліси облаштувалися в Броум-Голл (англ. Brome Hall), поблизу Ея , у графстві Саффолк, у XIV столітті. Представники роду представляли графство в Палаті громад протягом трьохсот років. Фредерік Корнволліс, який отримав 1627 року титул баронета, під час громадянської війни бився на боці короля Карла I і пішов разом з його сином, королем Карлом II, у вигнання. Після реставрації Стюартов, 1661 року Фредерік Корнволліс отримав титул барона Корнволліса-Ейського в графстві Саффолк (англ. Baron Cornwallis of Eye in the County of Suffolk). Його нащадки, завдяки вдалим шлюбам, підвищили вплив роду.
Чарльз Корнволліс мав широкі зв'язки. Його матір була дочкою Чарльза Таунсенда, 2-го віконта Таунсенда та племінницею прем'єр-міністра Роберта Волпола. Дядько Фредерік Корнволліс, — архієпископом Кентерберійським (1768—1783). Дядько Едуард Корнволліс — лейтенант-губернатором Нової Шотландії (1749—1752) і губернатором Гібралтару (1761—1776).
Здобув освіту в Ітонському коледжі, де травмував око від випадкового удару, якого завдав йому Сут Баррінгтон, згодом єпископ Даремський, під час гри в хокей у Клер-коледжі.

## Семирічна війна
8 грудня 1757 вступив на службу в 1-й гвардійський піхотний полк (Гренадерська гвардія) в чині енсина. Його військова освіта продовжилася: після поїздки на континент із прусським офіцером капітаном де Рогеном (de Roguin), 1758 року навчався у Військовій академії в Турині (Сардинське королівство).
Під час Семирічної війни служив у Німеччині. Часто їздив у справах служби у Велику Британію. 1758 року став офіцером у штабі маркіза Ґренбі. Наступного року брав участь у битві під Мінденом — одній із найбільших битв війни. Після битви купив звання капітана у 85-му піхотному полку. 1761 року служив у 12-му піхотному полку , отримав тимчасовий чин підполковника. Очолював свій полк у битвах біля Фелінґгаузена, Вільгельмстала, Лутерберга і облозі Касселя, відзначений за хоробрість.

## Між двома війнами
У січні 1760 року обраний у Палату громад Парламенту Великої Британії від округу Ей. 1762 року, після смерті батька, успадкував титул графа Корнволліса і зайняв його місце в Палаті лордів.
Після укладання 1763 року Паризької мирної угоди повернувся до Англії. Став політичним протеже провідного лідера партії Вігів та майбутнього прем'єр-міністра Рокінґема.
Симпатизував американським колоністам. Був одним із п'яти перів, які голосували проти Акта про гербовий збір 1765 року. Надавав колоністам підтримку під час кризи, яка призвела до війни за незалежність США.
1766 року став полковником 33-го піхотного полку.
1771 року призначено на почесну посаду констебля Тауера і лорда-лейтенанта Тауер-Гемлетса

## Війна за незалежність США
1775 року, після початку збройних зіткнень на околицях Бостона, Корнволліс, незважаючи на попередні симпатії до колоністів, почав шукати можливість вступити на службу в Америку. Був призначений заступником губернатора і головнокомандувача британськими військами в провінції Квебек генерал-майора Карлтона, але не вступив на посаду, оскільки незабаром його замінено генерал-майором Бергойном. Того ж року був проведений у генерал-майори.
1 січня 1776 отримав тимчасове військове звання генерал-лейтенанта, наступного року звання стало постійним. У лютому, на чолі 2,5 тисячі солдатів, відплив із Корка до Америки. На узбережжі Північної Кароліни з'єднався з військами генерала Клінтона. 28 червня брав участь у невдалому штурмі Чарльстона.
У 1776—1778 роках, під керівництвом генерала Хау і Клінтона, воював з колоністами в Нью-Йорк, Нью-Джерсі і Пенсільванія. Брав участь у боях на Лонг-Айленді, біля Брендівайна, Джермантауна, Монмута і багатьох інших. 20 листопада 1776 року здобув перемогу над Вашингтон поблизу форта Лі. Проте 2 і 3 січня 1777 року зазнав поразки від Вашингтона біля Ассунпінк-Крік і Прінстона. 13 квітня 1777 року здобув перемогу над генералом Лінкольном біля Бавнд-Брука. 25 листопада зазнав поразки від Лафайєта біля Глостера. 11 грудня розгромивши пенсильванських ополченців біля Метсон-Форда. У листопаді 1778 року, дізнавшись про хворобу дружини, повернувся до Англії.

### Бойові дії у південних штатах
У липні 1779 знову прибув до Америки. Навесні 1780 року, разом із Клінтоном, вдруге обложив і взяв Чарлстон. 16 серпня завдав поразки генералу Ґейтсу при Кемдені. Внаслідок цієї перемоги англійці змогли встановити відносний контроль над Південною Кароліною. Але 15 березня 1781 року йому вдалося розбити армію генерала Гріна при Гілфорд-Кортгауз в Північній Кароліні. Після цієї битви Корнволліс залишив територію обох Каролін, крім Чарлстона, і пішов до Вірджинії. Під натиском переважаючих сил Континентальної армії Вашингтона та союзної французької армії генерала Рошамбо відступив до Йорктауна, де 27 вересня був обложений і вже 19 жовтня капітулював разом із 9-тисячною армією.

## Після повернення до Великої Британії

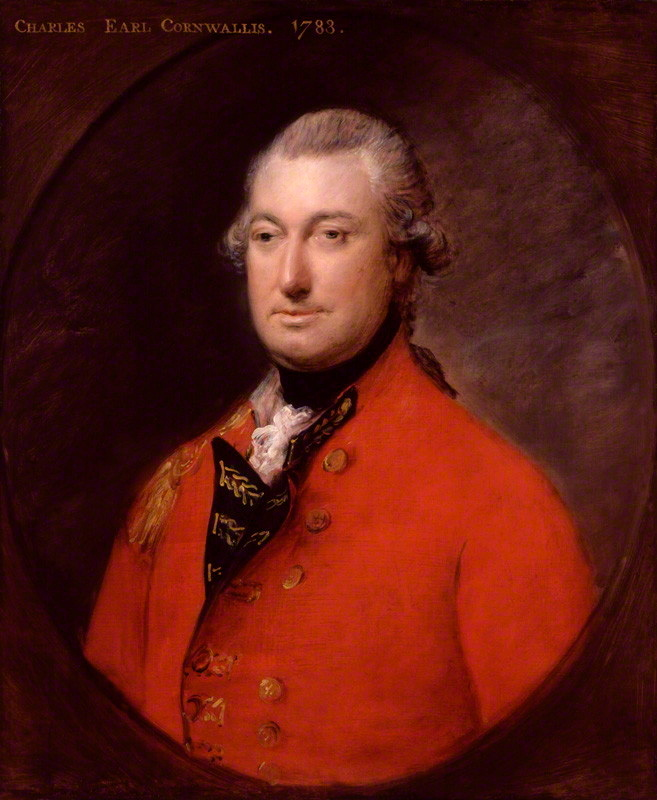
Портрет пензля Т. Гейнсборо (1783)

Незабаром після капітуляції звільнений з полону і 21 січня 1782 повернувся до Англії.
У серпні — вересні 1785 року був надзвичайним посланником при дворі прусського короля Фрідріха II. Разом із герцогом Йоркським був на проведених особисто королем маневрах у Сілезії. Під час урочистого обіду в палаці Сан-Сусі та на сілезьких маневрах зустрічався з Лафайєтом. Наступного року нагороджений орденом Підв'язки.

## Індія
12 вересня 1786 року призначений генерал-губернатором Ост-Індської компанії та головнокомандувачем британськими військами в Індії.
Протягом 1790—1792 років вів війну з князівством Майсур. Завдав поразки майсурському правителю Тіпу Султану і змусив його поступитися Компанії частиною своїх володінь і виплатити контрибуцію. 8 жовтня 1792 року Корнволлісу даровано титул маркіза. Наступного року отримав чин повного генерала.
Провів низку адміністративних та законодавчих перетворень. 1793 року ввів на території володінь Компанії Кодекс Корнволліса, що діяв до 1833 року. Згідно з ним весь адміністративний апарат компанії на території Індії ділився на три частини. Чиновникам першої (податкової) та другої (судової) ланки заборонялося ведення приватної торгівлі, оскільки це могло завдавати шкоди авторитету та економічним інтересам Компанії. Фінансові втрати таких службовців планувалося покрити за рахунок виплати щедрої платні.
22 березня 1793 року адміністрація Корнволліса ухвалила закон про «постійного заміндара». За цим законом заміндарів позбавляли судових та поліцейських функцій, які передавали спеціально організованій поліції. Місцеве управління залежних територій віддано до рук окружних колекторів (збирачів податків), які перебувають на службі Компанії.
Корнволліс реорганізував місцеву судову систему: місцеві суди щодо цивільного права підпорядковувалися провінційним судовим інстанціям, а щодо кримінального — спеціальним окружним судам у кримінальних справах. Усі вищі судові та цивільні посади мали право обіймати лише британці, місцеве населення усувалося від участі в управлінні залежними від Компанії територіями.
13 серпня 1793 звільнений з посади і повернувся до Англії.

## Останні роки
У 1795—1801 роках був генералом артилерії.
14 червня 1798 призначений лорд-лейтенантом Ірландії та головнокомандувачем британських військ у Ірландії. На кінець вересня жорстоко придушив повстання, що почалося ще в березні. Підготував парламентську унію з Англією. Про діяльність Корнволліса в Ірландії розказано в «Correspondence of Charles, First Marquis Cornwallis» (Л., 1859).
1801 року призначений послом у Франції. 27 березня 1802 року підписав Ам'єнський мирний договір.
9 січня 1805 Корнволліса знову призначено генерал-губернатором Ост-Індійської компанії, 20 березня того ж року — головнокомандувачем британськими військами в Індії. Але за кілька місяців після прибуття в Індію він помер. Похований у Ґгазіпурі. На могилі йому встановлено пам'ятник. Крім того, згодом пам'ятник Корнволлісу встановили на Меморіалі Вікторії в Колкаті.

## Сім'я
14 липня 1768 одружився з Джемаймою Тіллікен Джонс (1747 — 14 квітня 1779). У шлюбі народилося двоє дітей: дочка Мері (28 червня 1769 — 17 липня 1840) і син Чарльз (19 жовтня 1774 — 9 серпня 1823).